# Folkärna församling
Folkärna församling är en församling i Tuna kontrakt i Västerås stift. Församlingen ligger i Avesta kommun i Dalarnas län och ingår i By-Folkärna pastorat. 

## Administrativ historik
Folkärna församling har medeltida ursprung. Mellan 1 januari 1945 och 1 juli 1991 var församlingen uppdelad i två kyrkobokföringsdistrikt: Folkärna kbfd (200201, från 1967 208404) och Krylbo kbfd (200202 för delen i Folkärna landskommun och 206000 för delen i Krylbo köping, från 1967 208405). 
Församlingen var till 1606 moderförsamling i pastoratet Folkärna och Grytnäs för att därefter till 2014 utgöra ett eget pastorat. Från 2014 ingår församlingen i By-Folkärna pastorat.

## Klockare och organister
Lista över klockare och organister i Folkärna församling.
| Ämbetstid | Namn                           | Levnadstid | Övrigt                           |
| --------- | ------------------------------ | ---------- | -------------------------------- |
| 1767-1805 | Anders Åslund                  | 1742-      | Klockare och organist.           |
| -1805     | Gustaf Åslund                  | 1778-1805  | Vikarierande organist åt fadern. |
| 1805-1854 | Per Gustaf Rundqvist           | 1781-1854  | Organist.                        |
| -1899     | Ludvig Albert Svanström        | 1825-1899  | Lärare och organist.             |
| -1895     | Anton Bruhn                    | 1859-      | Lärare och organist.             |
| 1899-1902 | Gustaf Hjalmar Valentin Goding | 1871-1902  | Organist.                        |
| 1903-1908 | Olof Hansson Söderlund         | 1878-      | Organist.                        |
| 1909-1929 | John Evald Göran Eriksson      | 1878-1929  | Organist.                        |
| 1930-1951 | Gustaf Emil Lindgren           | 1887-      | Organist.                        |
| 1952-1957 | Bength Brander                 | 1913-      | Organist.                        |

## Kyrkor
- Folkärna kyrka
- Krylbo kyrka